# Urojàinoie (Stàvropol)
|  | Per a altres significats, vegeu «Urojàinoie». |

Urojàinoie (en rus: Урожайное) és un poble del krai de Stàvropol, a Rússia, que el 2019 tenia 4.083 habitants. Pertany al districte rural de Levokúmskoie.